# رام جيانغ
رام جيانغ (بالصينية: 蔣志光) هو مغني وكاتب أغاني وممثل صيني، ولد في 2 يوليو 1961 بهونغ كونغ في الصين.

## وصلات خارجية
- رام جيانغ على موقع IMDb (الإنجليزية)
- رام جيانغ على موقع ميوزك برينز (الإنجليزية)